# Chlorophytum camporum
Espèce
Chlorophytum camporum Engl. & K. Krause est une espèce de plantes de la famille des Liliaceae et du genre Chlorophytum. Elle est endémique du Cameroun.